# 김재윤 (1965년)
김재윤(金才允, 1965년 5월 24일 ~ 2021년 6월 29일)은 대한민국의 문학 교수 출신의 정치인이다.

## 생애
제주도 서귀포시에서 감귤 농사를 했던 김상산(金尙産•1933년 ~ 2003년 8월)와 강향길(姜香吉•1931년) 사이에서 2남(쌍둥이 형은 일찍 사망) 2녀 가운데 쌍둥이 형제의 동생으로 태어난 김재윤은 아버지에 대해 “'어떤 고통과 어려움이 뒤따르더라도 지킬 것은 반드시 지키고, 거부할 것은 그 어떤 강압에도 굴하지 말고 거부해야 한다'는 신념을 어렸을 때부터 깊이 간직하게 했다"고 말하면서 아버지를 떠올리면 ‘검이불루 화이불치’(儉而不陋 華而不侈 ‘검소하지만 누추하지 않고, 화려하지만 사치스럽지 않다)는 삼국사기 저자 김부식의 혜안을 떠올렸다. 이것을 아버지가 입버릇처럼 강조하던 “사람을 섬기라”는 말과 같은 맥락으로 이해하면서 “세상의 주인은 돈이나 권력이 아닌 사람이라는 아버지의 가르침은 국회의원의 도리를 생각할 때마다 명확한 행동지침이 된다”고 말하는 김재윤은 "'사람을 섬기라'는 가르침 속에 ‘사람을 소중하게 여기는 사람이 성공할 수 있고, 사람을 소중하게 여기는 사회가 진보할 수 있다’는 뜻이 담겨 있다는 사실을 국회의원이 되고서야 깨닫게 되었다."고 말했다
유년시절 말썽을 부리거나 시험성적이 형편없을 때에도 “너는 세상을 움직일 수 있는 위대한 사람이 될 수 있다. 너의 꿈은 소중하고 반드시 이루어져 세상을 밝히는 빛이 될 것”이라고 격려해줬던 아버지는 김재윤이 성장하는데 밑거름이 되었다.
초등학교 4학년이 되던 해에 “땅뙈기나 조금 더 사서 농사나 지어라”는 이웃들의 권유에도 백과사전 전집과 과학 도서를 마련해준 어머니의 교육열이 “책 속의 진리가 세상 속으로 널리 퍼질 것을 믿어 의심치 않는다”며 ‘책 전도사’를 자처하게 하여 90년대 한국외대·중앙대 강사, 경인여대·세명대·조선대 등에서 겸임교수로 하다가 탐라대학교 출판미디어학과 교수로 재직하던 2001년부터 2003년 MBC TV 느낌표 책책책을 읽읍시다에 출연하게 되었다.
38세이던 2004년 열린우리당 외부 영입 인사로 공천을 받아 노무현 대통령 탄핵 반대 여론에 힘입어 국회의원에 당선되었다. 2005년 100% 출석 100% 표결을 기록하면서 국정감사 NGO 모니터단이 뽑은 ‘2005년도 정기국회 국정감사 우수의원’으로 선정된 김재윤은 ‘문화재 수리공사 법안’, ‘학교 도서관진흥법안’, ‘잡지진흥법안’ 등을 대표 발의했다
대학 교수를 하다 방송 프로그램에 고정 출연하여 유명해지면서 정치계 데뷔할 때는 '보수 야당의 노무현 탄핵 역풍'으로 쉽게 당선되었지만 이명박 대통령 취임 이후 어려운 환경에서 치러진 선거에서 연거푸 당선되어 3선 국회의원을 하면서 2005년부터 2010년까지 5년 연속 국정감사 우수의원, 2011년 대한민국 헌정상, 2014년 제3회 대한민국 나눔봉사대상 지역봉사 부문 대상, 경실련, 참여연대, 한국매니페스토실천연대가 선정하는 18대 국회의원 의정활동 베스트 5에 선정된 김재윤은 박근혜 정부에서 김기춘 대통령 비서실장의 지시에 의해 하명 수사를 하던 서울중앙지검의 정치적인 수사로 입법 로비에 연루되면서 구속되었다. 서울구치소에서 33일 단식을 하며 결백을 호소한 재판 당시부터 일관되게 "검찰이 기획수사를 벌였다"고 주장했고 "재판부가 객관적인 증거를 무시하고 김민성 이사장 등 학원 관계자의 거짓진술에 의지해 판결을 내렸다"며 억울해 했으며 2020년 10월 9일, KBS 1TV ‘시사직격’에 직접 출연해 '저로 인해서 큰 고초를 겪게 해드려서 죄송하다는 말을 전하고 싶었다'며 '제가 그 상황에서 어쩔 수가 없었다'는 음성이 저장돼 있는 김민성 전 이사장과의 통화내용을 공개하며 “입법로비라고 한다면 최소한의 입법자료라도 국회의원이나 보좌관에게 전달할 법한데 하다못해 이메일, 문자하나 준 것이 없다”고 자신의 무죄를 주장했다.
2021년 조국 전 법무부장관의 회고록 「조국의 시간」에서 검찰 특수부 수사를 비판하는 와중에 "'입법로비' 사건에서 검찰에 적극 협조하면서 정치인에게 금품로비를 했다고 진술한 서울예술종합학교 김민성 이사장은 신계륜·김학용·김재윤 세 국회의원이 유죄판결을 받은 후에야 불구속기소 되었다"라고 적었으며 그 마저 뇌물공여는 제외하고 횡령 금액을 특가법이 적용되지 않는 50억원 이하로 줄여 기소하면서 징역형의 집행유예 선고받게 했다.
형기 종료와 함께 서울남부교도소에서 출소하여 세한대학교 석좌교수로 재임하던 김재윤은 「열린시학」 2020 겨울호에서 ‘수국’ 외 9편이 당선되어 시인으로 등단하였으며 제10회 한국예술작가상을 수상하면서 “나이가 든다고 어른이 되는 것은 아닙니다. 시를 쓴다고 시인이 되는 것은 아니”라며 “시인은 얻는 것이 잃는 것이고 잃는 것이 얻는 것이라는 걸 아는 사람입니다. 욕망이 나를 갉아먹어 나 ‘없음’과 사랑이 나로부터 샘솟아 나 ‘없음’을 아는 사람입니다. 살려고 시를 쓰고, 죽어라 시를 쓰는 사람입니다 ”라고 말했다.
야당의 대통령 후보로 거론되던 최재형이 선거 출마를 위해 감사원장에서 물러나는 것이라고 알려지자 안민석 의원에게 분개함을 드러냈으며 사퇴 다음 날인 6월 29일 서초구의 21층 건물 옥상에서 추락해 사망했다.
강우일 주교(전 제주교구장)는 김재윤이 어린 시절 다니던 제주 서귀포 시골 성당에서 미사강론을 하면서 "김재윤 스테파노 형제"라고 부르며 "영혼이 맑은 분이었다. 정의를 목말라하고 진실을 두려워할 줄 아는 분이었다"고 기억했다.

## 학력
- 1978년 효돈국민학교 졸업
- 1981년 효돈중학교 졸업
- 1984년 서귀포고등학교 졸업
- 1991년 우석대학교 국어교육학 학사
- 1993년 중앙대학교 대학원 신문방송학 석사
- 1998년 명지대학교 대학원 국어국문학 박사

## 경력
- 한국외국어대학교 신문방송학과 강사
- 중앙대학교 신문방송대학원 강사
- 한국출판학회 이사
- 경인여자대학교 겸임교수
- 세명대학교 겸임교수
- 조선대학교 겸임교수
- 탐라대학교 정보출판미디어학부 교수
- 문화관광부 청소년 책읽기 홍보대사
- 세계도서관정보대회조직위원회 위원
- 국립중앙도서관 장서개발위원회 위원
- 한국도서관협회 자문위원·책임연구원·연구부장
- 문화연대 상임집행위원
- 진중도서관 건립 국민운동 집행위원장
- 책 읽는 사회 만들기 국민운동 운영위원
- 기적의 도서관 전문위원
- 새천년민주당 독서진흥장려특보위원
- 민족평화축전 대변인
- 2004년 4월 15일: 대한민국 제17대 국회의원 선거 당선(제주 서귀포시·남제주군, 열린우리당, 초선)
- 2004년 5월 30일 ~ 2008년 5월 29일 : 제17대 국회의원 (제주 서귀포시·남제주군, 열린우리당→대통합민주신당→통합민주당, 초선)
- 2008년 4월 9일: 대한민국 제18대 국회의원 선거 당선(제주 서귀포시, 통합민주당, 재선)
- 2008년 5월 30일 ~ 2012년 5월 29일 : 제18대 국회의원 (제주 서귀포시, 통합민주당→민주당→민주통합당, 재선)
- 국회 문화관광위원회 위원
- 국회 예산결산특별위원회 위원
- 국회 장애인특별위원회
- 국회운영위원회 위원
- 국회 문화정책포럼 책임연구위원
- 열린우리당 원내부대표
- 열린우리당 상임중앙위원
- 열린우리당 제6정책조정위원회 부위원장
- 열린우리당 전자정당위원회 위원장
- 열린우리당 문화예술특별위원회 부위원장
- 열린우리당 지역문화예술특별위원회 위원장
- 열린우리당 레저스포츠특별위원회 위원장
- 대통합민주신당 제주특별자치도당 위원장
- 국회 환경노동위원회 위원
- 국회 기후변화대책특별위원회 위원
- 민주당 언론장악저지대책위원회 위원장
- 국회 국방위원회 위원
- 국회 농림축산식품해양수산위원회 위원
- 국회 평창동계올림픽·국제경기대회지원특별위원회 위원장
- 2012년 4월 11일: 대한민국 제19대 국회의원 선거 당선(제주 서귀포시, 민주통합당, 3선)
- 2012년 5월 30일 ~ 2015년 11월 12일 : 제19대 국회의원 (제주 서귀포시, 민주통합당→민주당→새정치민주연합, 3선)

## 사건
- 2007년 6월 제주도에 면역세포 치료제 개발ㆍ시술을 할 수 있는 일본계 영리 의료법인 설립 및 부대사업 인허가와 관련해 공무원에게 청탁해주는 대가로 업체로부터 3억원을 받아 특정범죄가중처벌법상 알선수재 혐의로 1심에서 징역1년6월에 추징금 3억원이 선고된 김재윤 의원에 대해  "관련자 진술과 당시 상황 등을 종합해보면 영리 의료법인을 설립할 수 있도록 도와달라는 청탁이 있었던 사실은 인정되지만 그 대가로 3억원을 받았다는 사실에 대해 충분한 입증이 이뤄지지 않았다"며  "이율이나 변제 기한이 정해지지 않은 점 등 의심스러운 정황이 있지만 공개적인 자리에서 차용증과 영수증까지 작성된 점, 쉽게 자금 추적이 가능한 수표를 받은 점 등으로 미뤄 김 의원의 주장대로 차용금일 가능성을 배제하기 어렵다"고 하면서 원심을 깨고 무죄를 선고했고 대법원에서 이를 확정했다(대법원2011도2115)[8]

- 2014년 7월 무렵에 새정치민주연합 소속 국회의원인 신계륜, 신학용과 같이 교명에 있던 '직업'이라는 단어를 '실용'으로 바꿀 수 있도록 서울종합예술실용학교 이사장 김민성으로부터 근로자직업능력 개발법 일부개정법률안' 발의 대가로 2013년 8월부터 2014년 5월까지 5400만원을 받은 혐의를 받고 2014년 8월21일 밤에 "소명되는 범죄혐의가 중대하고 구속의 사유와 필요성이 인정된다"며 영장이 발부되어 구속기소됐다 2015년 1월15일 열린 1심 선고공판에서 서울중앙지방법원 형사22부(재판장: 이정석)는 검찰측 공소사실 중 금품수수 4400만원에 대해서만 유죄를 인정해 징역 3년과 벌금 5000만원, 추징금 4400만원을 선고했으나(서울중앙지방법원2014고합1052)[9] 8월7일 서울고등법원(재판장: 최재형) 항소심 선고에서 재판부는 원심을 파기하고 징역 4년에 벌금 6000만원, 추징금 5400만원으로 1심보다 형량과 벌금을 더 높였다.(서울고등법원2015노408)[10] 2015년 11월 12일에 대법원 상고 기각으로 의원직을 상실하였다.[11](대법원2015도12834)

뇌물공여자인 김민성은 뇌물공여에 대해 기소가 되지 않고 48억원 횡령에 대해서만 징역1년6월 집행유예 3년이 선고되었다

## 역대 선거 결과
|  | 59.55% |

|  | 43.52% |

|  | 37.10% |

## 저서
- 「출판업 창업 가이드」/중소기업청,
- 「한국출판 산업 실태 조사」(공저)/한국출판연구소,
- 「농어촌 지역 독서 실태 및 독서 진흥방안 연구」(공저)/한국출판연구소

## 수상
- 2005년부터 2010년까지 5년 연속 국정감사 우수의원
- 2011년 대한민국 헌정상
- 2014년 제3회 대한민국 나눔봉사대상 지역봉사 부문 대상
- 경실련, 참여연대, 한국매니페스토실천연대가 선정하는 18대 국회의원 의정활동 베스트 5
- 문화체육부장관상 (문화체육부)
- 2019년 한국예술작가상

## 소속 정당
| 소속 정당 | 소속 정당      | 소속 기간 | 비고           |
| --------- | -------------- | --------- | -------------- |
|           | 열린우리당     | 2004~2007 | 정계 입문      |
|           | 대통합민주신당 | 2007~2008 | 합당           |
|           | 통합민주당     | 2008      | 합당           |
|           | 민주당         | 2008~2011 | 당명 변경      |
|           | 민주통합당     | 2011~2013 | 합당           |
|           | 민주당         | 2013~2014 | 당명 변경      |
|           | 새정치민주연합 | 2014~2015 | 합당           |
|           | 무소속         | 2015~2021 | 당적 상실 사망 |

## 같이 보기
- 서귀포시 (선거구)
- 서귀포시·남제주군
- 서귀포시의 국회의원
- 남제주군의 국회의원